# White Mercedes
White Mercedes è un singolo della cantautrice britannica Charli XCX, pubblicato il 23 ottobre 2019 come quarto e ultimo estratto dal terzo album in studio Charli.

## Video musicale
Il video musicale è stato reso disponibile YouTube il 10 ottobre 2019. È stato diretto da Colin Solal Cardo e girato a Kiev, in Ucraina.